# Michael Papajohn
Michael Papajohn (ur. 7 listopada 1964 w Birmingham) – amerykański aktor filmowy i telewizyjny, kaskader, były baseballista.
W 1983 ukończył Vestavia Hills High School w Vestavia Hills.

## Filmografia
- Predator 2 (1990) jako gangster z metra
- Ostatni skaut (1991) jako zabójca
- The Babe (1992) jako zawadiaka
- Baseballista (1992) jako Rick
- Wielka mała liga (1994) jako Tucker Kain
- Dominion (1995) jako John
- Indianin w kredensie (1995) jako Cardassian
- Dziki Bill (1995) jako statysta
- Nagie dusze (1996) jako kierowca
- Egzekutor (1996) jako agent Schiffer
- Spawn (1997) jako Glen
- Mój przyjaciel olbrzym (1998) jako twardziel
- Kariera frajera (1998)
- Kancelaria adwokacka (1998) jako oficer#2
- Inferno (1999) jako Creep
- For Love of the Game (1999) jako Sam Tuttle
- Aniołki Charliego (2000) jako bandzior w łazience
- Zwierzak (2001) jako patrolowy Brady
- Rustin (2001) jako Trent Cotee
- Whacked (2002) jako Shannon
- Spider-Man (2002) jako Dennis Carradine
- Gorąca laska (2002) jako ochroniarz
- Odwet (2003) jako policjant
- Hulk (2003) jako technik
- Terminator 3: Bunt maszyn (2003) jako sanitariusz
- SWAT (2003) jako gangster w bistro
- Dom z piasku i mgły (2003) jako stolarz
- Ujęcie (2004) jako Ed Rossi Jr.
- Wykiwać klawisza (2005) jako ochroniarz Papajohn
- Domino (2005) jako najemnik Cigliuttiego
- Larry the Cable Guy: Health Inspector (2006) jako kucharz
- How to Go Out on a Date in Queens (2006) jako mężczyzna przy stole
- Spider-Man 3 (2007) jako Dennis Carradine
- Delta Farce (2007) jako sąsiad Billa
- Szklana pułapka 4 (2007) jako podwładny Thomasa Gabriela
- Wiem, kto mnie zabił (2007) jako Jacob K. / Joseph K.
- Superhero (2008) jako bandyta
- Jestem na tak (2008) jako ochroniarz
- Terminator: Ocalenie (2009) jako Carnahan
- Zaginiony ląd (2009) jako astronauta
- Transformers: Zemsta upadłych (2009) jako Colin „Cal” Banes
- Załoga G (2009) jako technik FBI
- Jonah Hex (2010) jako ochroniarz
- Piekielna zemsta (2011) jako wytatuowany facet
- Spis drani (2011) jako Drake Ford
- A więc wojna (2012) jako niemiecki najemnik
- For the Love of Money (2012) jako mały mężczyzna
- Niesamowity Spider-Man (2012) jako Alfie
- Mroczny Rycerz powstaje (2012) jako strażnik więzienny
- Dziedzictwo Bourne’a (2012) jako Larry
- Gangster Squad (2012) jako Mike
- Kroniki lombardu (2013) jako widz
- Plan ucieczki (2013) jako więzień pobity przez Breslina
- W obronie własnej (2013) jako zabójca#4
- Banshee (2013–2015) jako łysy bandzior / Munson
- Diabelskie nasienie (2014) jako oficer Miska
- Tokarev (2014) jako Vory
- Ewolucja planety małp (2014) jako kanonier
- Get on Up (2014) jako policjant z 1949 roku
- Wolny strzelec (2014) jako ochroniarz
- Selma (2014) jako John Cloud
- Joker (2015) jako Pit Boss
- Jurassic World (2015) jako kontrahent InGen
- American Ultra (2015) jako Otis
- Nocturna (2015) jako Lonny
- My Many Sons (2016) jako ojciec Pete’a
- Cold Moon (2016) jako Ed Gieger
- Wakacje z rekinami (2016) jako Rick
- Jack Reacher: Nigdy nie wracaj (2016) jako policjant w restauracji
- Nocne życie (2016) jako człowiek Maso
- Reborn (2017) jako Dyson
- Historia zemsty (2017) jako JJ Breen